# Stephen Lynch (politico)
Stephen Francis Lynch (Boston, 31 marzo 1955) è un politico statunitense, membro della Camera dei rappresentanti per lo stato del Massachusetts dal 2001.

## Biografia
Nato e cresciuto a Boston, Lynch lavorò come operaio nel settore siderurgico e successivamente si laureò in legge intraprendendo la professione di avvocato.
Entrato in politica con il Partito Democratico, nel 1994 venne eletto all'interno della legislatura statale del Massachusetts, dove rimase per sei anni.
Nel 2001 si candidò alla Camera dei rappresentanti in un'elezione speciale indetta per assegnare il seggio del deputato Joe Moakley, deceduto a causa di una malattia. Lynch riuscì a farsi eleggere e negli anni successivi fu sempre riconfermato con alte percentuali di voto.
Nel 2013 si candidò al Senato per il seggio rimasto vacante dopo le dimissioni di John Kerry. Nelle primarie venne sconfitto dal collega Ed Markey, che riuscì poi a sconfiggere anche l'avversario repubblicano.